# 솔 재즈

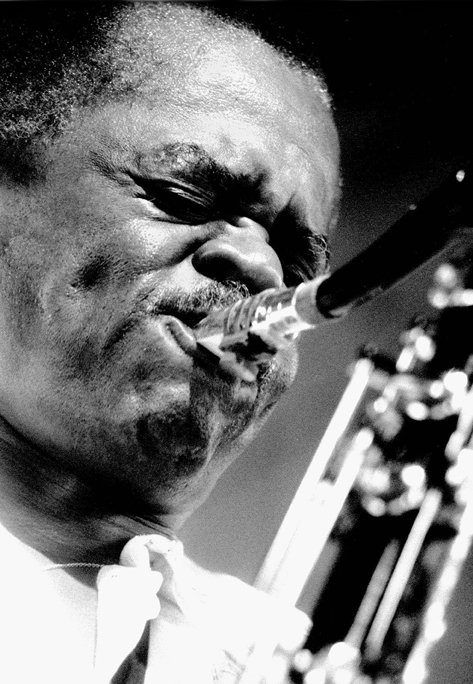

솔 재즈(Soul jazz) 또는 펑키 재즈(funky jazz)는 하드 밥에서 파생된 모던 재즈의 한 분야이다. 1950년대 후반에서 1960년대 초반까지 유행했다.
솔 재즈는 하드 밥, 블루스, 소울, 가스펠, 리듬 앤 블루스의 강한 영향을 통합한 재즈의 하위 장르이다. 솔 재즈는 종종 하먼드(Hammond) 오르간과 테너 색소폰, 기타 및 오르간을 포함한 작은 콤보를 특징으로 하는 오르간 트리오가 특징이다. 그 기원은 1950년대와 1960년대 초반에 있었으며, 1960년대 후반과 1970년대에 재즈 퓨전이 부상하기 전에 대중적인 청중들과 함께 전성기를 맞았다. 퓨전의 저명한 이름은 보비 티몬스(Bobby Timmons) 및 주니어 맨스(Junior Mance)를 포함한 밥(bop) 피아니스트부터 잭 맥더프(Jack McDuff), 에디 락조데이비스(Eddie "Lockjaw"Davis) 및 그랜트 그린(Grant Green)을 포함한 다양한 오르간 연주자, 색소폰 연주자 및 기타리스트에 이르기까지 다양하다.